# مقاطعة جاك (تكساس)
مقاطعة جاك (بالإنجليزية: Jack  County)‏ هي إحدى المقاطعات في ولاية تكساس، الولايات المتحدة الأمريكية، يبلغ عدد سكانها 9,044 نسمة طبقا لإحصاء عام 2010 م.

موقع المقاطعة في ولاية تكساس